# Michel den Dulk
Michel den Dulk (Eindhoven, 6 november 1979) is een Nederlands ontwerper van attractieparken.
Sinds het voorjaar van 2010 is hij als Senior Concept Designer werkzaam bij Walt Disney Imagineering. Eerder was hij ontwerper bij de Efteling en Europa-Park.

## Vroege carrière
In zijn tienerjaren werd Den Dulk directeur van de Mini Efteling (een parkje in Nieuwkuijk), waarna hij de mbo-opleiding reclamevormgeving ging volgen aan het SintLucas in Boxtel. Nadat een stage bij het Engelse pretpark Alton Towers op het laatste moment niet doorging, regelde dat park voor hem een plaats bij de Efteling. In 2002 kwam hij daar in vaste dienst.
Hij werd allereerst op het project PandaDroom gezet, maar door meningsverschillen over de stijl was het verstandiger hem van dat project af te halen, volgens de Efteling. Tot zijn grotere verdiensten voor de Efteling behoren het ontwerp en uitvoering van het sprookje Het meisje met de zwavelstokjes en de vernieuwing van het Anton Pieckplein. Bij de Efteling heeft hij verder een aantal kleine infrastructurele projecten uitgevoerd.

## Europa Park
In 2005 vertrok hij bij de Efteling na een conflict met de directie. September van dat jaar kreeg Den Dulk een aanstelling als ontwerper bij Europa-Park in Duitsland. Zijn eerste project voor zijn nieuwe werkgever was het herthematiseren van het themagebied Engeland. Al snel was ook zijn allereerste attractie een feit: de interactieve darkride "Abenteuer Atlantis" in het Griekse themadeel. In 2009 opende het nieuwe themagebied IJsland, geheel van de hand van Den Dulk. De achtbaan Blue Fire Megacoaster racet door dit landschap.

## Disney
Eind 2009 werd aangekondigd dat Den Dulk de overstap naar Disney zou maken, aangetrokken door Tony Baxter, 'senior vice president' van Walt Disney Imagineering. Voorjaar 2010 was Den Dulks nieuwe aanstelling een feit en hij startte met de herinrichting van het plein rond de Plaza Garden Stage in het moederpark Disneyland, die hij omtoverde in de Fantasy Faire.
In 2014 kreeg Den Dulk een nieuw project: een attractie rond de animatiefilm Frozen in Disney World. Deze opende in 2016.

## Projecten
Efteling
- Dak Monsieur Cannibale (2002)
- Delen van de wachtrij van PandaDroom (o.a. het olifantentempeltje) (2002)
- Vernieuwd Anton Pieckplein (2003)
- Herziening infrastructuur in grote delen van het park (o.a. de 'Dubbele Laan' tussen Mare- en Reizenrijk) (2004)
- Plein aan de voorkant van het Carrouselpaleis
- Het meisje met de zwavelstokjes (2004)
- Heksenpad langs Spookslot
- Vernieuwde omgeving Pagode

Europa-Park
- Herthematisering Engeland (2006)
- Abenteuer Atlantis (2007)
- Crazy Taxi (2008)
- London Bus (2008)
- Themagebied IJsland (2009)
- Blue Fire Megacoaster (2009)
- Whale Adventures Splash Tours (2010)
- Monorailstation IJsland (2010)
- Pizzeria Italië (2010)
- Uitbreiding themagebied Portugal (2010)

Disneyland Park in Anaheim
- Fantasy Faire (2013)

Epcot in Disney World
- Frozen Ever After (2016)

Frozen-themagebieden inclusief enkele attracties voor Disneyland Paris (The World of Arendelle) en Hong Kong Disneyland (World of Frozen) (2020- 2023)
Lijst van attracties in de Efteling · Lijst van sprookjes in de Efteling · Afbeeldingen
Lijst van attracties in Europa-Park